# Panaqolus purusiensis
Panaqolus purusiensis är en fiskart som först beskrevs av La Monte, 1935.  Panaqolus purusiensis ingår i släktet Panaqolus och familjen Loricariidae. Inga underarter finns listade i Catalogue of Life.